# Patriark av Konstantinopel

Heraldiskt vapen för den ekumeniske patriarken av Konstantinopel.

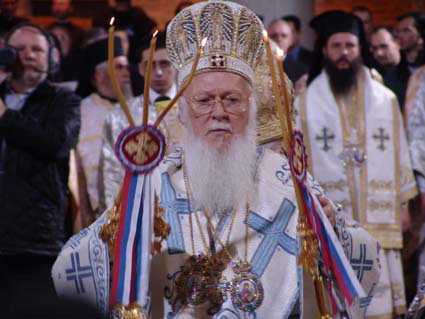
Nuvarande patriarken Bartholomeus I

Patriarken av Konstantinopel eller den ekumeniske patriarken är patriark över Konstantinopels ekumeniska patriarkat; en av nio östortodoxa patriarkat. Patriarken av Konstantinopel ses även som den "förste bland jämlikar", primus inter pares, i den östortodoxa kyrkan. Till detta ämbete hör även titeln ärkebiskop av Konstantinopel, Nya Rom. Ämbetet är inte detsamma som den latinske patriarken av Konstantinopel, ett ämbete som det 4:e korståget installerade efter att de erövrat Konstantinopel 1204, som numera är avskaffad.
Som grundare räknas aposteln Andreas. Nuvarande patriark är Bartholomeus I av Konstantinopel.

## Lista över patriarker av Konstantinopel[1]

### Biskopar avByzantion(till 330)
1. aposteln Andreas (grundare)
2. Stachys (38-54)
3. Onesimos (54-68)
4. Polykarpos I (69-89)
5. Plutarchos av Bysans (89-105)
6. Sedekion (105-114)
7. Diogenes av Bysans (114-129)
8. Eleuterios (129-136)
9. Felix av Bysans (136-141)
10. Polykarpos II (141-144)
11. Athenodorus, även kallad Athenogenes (144-148)
12. Euzoios (148-154)
13. (Laurentius av Bysans (154-166) ?[2]
14. Alypios av Bysans (Olympios) (166-169)
15. Pertinax av Bysans (169-187)
16. Olympianus (187-198)
17. Markus I (198-211)
18. Filadelfos (211-217)
19. Kyriakos I (217-230)
20. Kastinos (230-237)
21. Eugenius I (237-242)
22. Titus (242-272)
23. Dometius (272-284)
24. Rufinus I (284-293)
25. Probus (293-306)
26. Metrofanes (306-314)
27. Alexander (314-337)

### Biskopar och ärkebiskopar av Konstantinopel (337-381)
1. Paulus I (337-339)
2. Eusebius av Nicomedia (339-341)
3. Paulus I (341-342)
4. Macedonius I (342-346)
5. Paulus I (346-351)
6. Macedonius I (351-360)
7. Eudoxius av Antiochia (360-370)
8. Demofilus (370-379)
9. Euagrius (370 eller 379)
10. Maximus (380)
11. Gregorius Nazianzos (379-381)

### Patriarker av Konstantinopel (sedan 381)
1. Nectarius (381-397)
2. Johannes Chrysostomos (398-404)
3. Arsacius av Tarsus (404-405)
4. Atticus (406-425)
5. Sisinnius I (426-427)
6. Nestorius (428-431)
7. Maximianus (431-434)
8. Proclus (434-446)
9. Phlabianus eller Flavianus (446-449)
10. Anatolius (449-458)
11. Gennadius I (458-471)
12. Acacius (471-488)
13. Phrabitas eller Fravitta (488-489)
14. Eufemius (489-495)
15. Macedonius II (495-511)
16. Timoteus I (511-518)
17. Johannes II Cappadocia (518-520)
18. Epifanius (520-535)
19. Antimus I (535-536)
20. Menas (536-552)
21. Eutychius (552-565, 577-582)
22. Johannes III Scholasticus (565-577)
23. Johannes IV Nesteutes (582-595)
24. Cyriacus eller Kyriakos II  (596-606)
25. Tomas I (607-610)
26. Sergius I (610-638)
27. Pyrrhus I (638-641)
28. Paulus II (641-653)
29. Peter (654-666)
30. Tomas II (667-669)
31. Johannes V (669-675)
32. Konstantin I (675-677)
33. Teodor I (677-679)
34. Georgius I (679-686)
35. Paulus III (687-693)
36. Callinicus I (693-705)
37. Cyrus (705-711)
38. Johannes VI (712-715)
39. Germanus I (715-730)
40. Anastasius (730-754)
41. Konstantin II (754-766)
42. Nicetas (766-780)
43. Paulus IV (780-784)
44. Sankt Tarasius (784-806)
45. Niceforus I (806-815)
46. Teodotus I Cassiteras (815-821)
47. Antonius I (821-836)
48. Johannes VII Grammaticus (836-843)
49. Metodius I (843-847)
50. Ignatius I (847- 25 december  858, 867- 23 oktober 877) - artikel i Catholic Encyclopedia
51. Fotios I den store (25 december  858-867, 877-886)
52. Stefanus I (886-893)
53. Antonius II Kauleas (893-901)
54. Nicolaus I Mysticus (901-907, 912-925)
55. Eutymius I Syncellus (907-912)
56. Stefanus II av Amasea (925-928)
57. Tryfon (928-931)
58. Teofylactus (933-956)
59. Polyeuctus (956-970)
60. Basil I Skamandrenus (970-974)
61. Antonius III Studites (974-980)
62. Nicolaus II Chrysoberges (984-996)
63. Sisinnius II (996-998)
64. Sergius II (999-1019)
65. Eustatius (1019-1025)
66. Alexus I Studites (1025-1043)
67. Mikael I Cerularius (1043-1058)
68. Konstantin III Lichoudas (1059-1063)
69. Johannes VIII Xifilinus (1064-1075)
70. Cosmas I (1075-1081)
71. Eustatius Garidas (1081-1084)
72. Nicolaus III Grammaticus (1084-1111)
73. Johannes IX Agapetus (1111-1134)
74. Leon Styppes (1134-1143)
75. Mikael II Kurkuas (1143-1146)
76. Cosmas II Atticus (1146-1147)
77. Nicolaus IV Muzalon (1147-1151)
78. Teodotus II (1151-1153)
79. Neofytus I (1153)
80. Konstantin IV Chliarenus (1154-1156)
81. Lukas Chrysoberges (1156-1169)
82. Mikael III av Anchialus (1170-1177)
83. Chariton (1177-1178)
84. Teodosius I Borradiotes (1179-1183)
85. Basil II Carnaterus (1183-1186)
86. Nicetas II Muntanes (1186-1189)
87. Leon Teotokites (1189-1190)
88. Dositeus (1190-1191)
89. Georgius II Xifilinus  (1191-1198)
90. Johannes X Camaterus (1198-1206)
91. Mikael IV Autoreianus  (1207-1213)
92. Teodore II Eirenicus  (1213-1215)
93. Maximus II (1215)
94. Manuel I Charitopoulos (1215-1222)
95. Germanus II (1222-1240)
96. Metodius II (1240)
97. vakant 1240-1244
98. Manuel II (1244-1255)
99. Arsenius Autoreianus (1255-1259, 1261-1267)
100. Niceforus II (1260-1261)
101. Germanus III (1267)
102. Josef I Galesiotes (1267-1275)
103. Johannes XI Bekkos (1275-1282)
104. Gregorius II Cyprius (1283-1289)
105. Atanasius I (1289-1293, 1303-1310)
106. Johannes XII (1294-1303)
107. Nefon I (1310-1314)
108. Johannes XIII Glykys  (1315-1320)
109. Gerasimus I (1320-1321)
110. Jesaias (1323-1334)
111. Johannes XIV Kalekas  (1334-1347)
112. Isidore I (1347-1350)
113. Callistus I (1350-1354, 1355-1363)
114. Philoteus Kokkinos (1354-1355, 1364-1376)
115. Macarius (1376-1379, 1390-1391)
116. Neilus Kerameus (1379-1388)
117. Antonius IV (1389-1390, 1391-1397)
118. Callistus II Xanotopoulos (1397)
119. Matteus I (1397-1410)
120. Eutymius II (1410-1416)
121. Josef II (1416-1439)
122. Metrofanes II (1440-1443)
123. Gregorius III Mammas  (1443-1450)
124. Atanasius II (1450-1453)
125. Gennadius II Scholarius (1453-1456, 1458, 1462-1463, 1464)
126. Isidore II Xantopoulos (1456-1457)
127. Sofronius I Syropoulos (1463-1464)
128. Joasaf I (1464, 1464-1466)
129. Markus II Xylokaraves (1466)
130. Simon I av Trebizond (1466, 1471-1474, 1481-1486)
131. Dionysius I (1466-1471, 1489-1491)
132. Rafael I (1475-1476)
133. Maximus III Manasses (1476-1481)
134. Nefon II (1486-1488, 1497-1498, 1502)
135. Maximus IV (1491-1497)
136. Joakim I (1498-1502, 1504)
137. Pachomius I (1503-1504, 1504-1513)
138. Teoleptus I (1513-1522)
139. Jeremias I (1522-1545)
140. Joannicus I (1546)
141. Dionysius II (1546-1555)
142. Joasaf II (1555-1565)
143. Metrofanes III (1565-1572, 1579-1580)
144. Jeremias II Tranos (1572-1579, 1580-1584. 1587-1595)
145. Pachomius II (1584-1585)
146. Teoleptus II (1585-1586)
147. Matteus II (1596, 1598-1602, 1603)
148. Gabriel I (1596)
149. Teofanes I Karykes (1597)
150. Meletius I Pegas (coadjutor) (1597-1598, 1601)
151. Neofytus II (1602-1603, 1607-1612)
152. Rafael II (1603-1607)
153. Timoteus II (1612-1620)
154. Kyrillos I Lucaris (1612, 1620-1623, 1623-1630, 1630-1633, 1633-1634, 1634-1635, 1637-1638)
155. Gregorius IV av Amasea (1623)
156. Antimus II (1623)
157. Kyrillos II Kontares (1633, 1635-1636, 1638-1639)
158. Atanasius III Patelaros (1634)
159. Neofytus III av Nicea (1636-1637)
160. Partenius I (1639-1644)
161. Partenius II (1644-1646, 1648-1651)
162. Joannicus II (1646-1648, 1651-1652, 1653-1654, 1655-1656))
163. Kyrillos III (1652-1654)
164. Paisius I (1652-1653, 1654-1655）
165. Partenius III (1656-1657)
166. Gabriel II (1657)
167. Partenius IV (1657-1662, 1665-1667, 1671, 1675-1676, 1684, 1685)
168. Teofanes II (1659)
169. Dionysius III (1662-1665)
170. Clemens (1667)
171. Metodius III (1668-1671)
172. Dionysius IV Muselimes (muslimen) (1671-1673, 1676-1679, 1682-1684, 1686, 1687, 1693-1694)
173. Gerasimus II (1673-1674)
174. Atanasius IV (1679)
175. James (1679-1682, 1685-1686, 1687-1688)
176. Callinicus II (1688, 1689-1693, 1694-1702)
177. Neofytus IV (1688)
178. Gabriel III (1702-1707)
179. Neofytus V (1707)
180. Cyprianus I (1707-1709, 1713-1714)
181. Atanasius V (1709-1711)
182. Kyrillos IV (1711-1713)
183. Cosmas III (1714-1716)
184. Jeremias III (1716-1726. 1732-1733)
185. Paisius II (1726-1732, 1740-1743, 1744-1748)
186. Serafeim I (1733-1734)
187. Neofytus VI (1734-1740, 1743-1744)
188. Kyrillos V (1748-1751, 1752-1757)
189. Callinicus III (1757)
190. Serafeim II (1757-1761)
191. Joannicus III (1761-1763)
192. Samuel I Chatzeres  (1763-1768, 1773-1774)
193. Meletius II (1769-1769)
194. Teodosius II (1769-1773)
195. Sofronius II (1774-1780)
196. Gabriel IV (1780-1785)
197. Procopius I (1785-1789)
198. Neofytus VII (1789-1794, 1798-1801)
199. Gerasimus III (1794-1797)
200. Gregorius V (1797-1798, 1806-1808, 1818-1821)
201. Callinicus IV (1801-1806. 1808-1809)
202. Jeremias IV (1809-1813)
203. Kyrillos VI (1813-1818)
204. Eugenius II (1821-1822)
205. Antimus III (1822-1824)
206. Chrysantus I (1824-1826)
207. Agatangelus I (1826-1830)
208. Konstantius I (1830-1834)
209. Konstantius II (1834-1835)
210. Gregorius VI (1835-1840, 1867-1871)
211. Antimus IV (1840-1841, 1848-1852)
212. Antimus V (1841-1842)
213. Germanus IV (1842-1845, 1852-1853)
214. Meletius III (1845)
215. Antimus VI (1845-1848, 1853-1855, 1871-1873)
216. Kyrillos VII (1855-1860)
217. Joakim II (1860-1863, 1873-1878)
218. Sofronius III (1863-1866)
219. Joakim III (1878-1884, 1901-1912)
220. Joakim IV (1884-1887)
221. Dionysius V (1887-1891)
222. Neofytus VIII (1891-1894)
223. Antimus VII (1895-1896)
224. Konstantin V (1897-1901)
225. Germanus V (1913-1918)
226. vakant 1918-1921
227. Meletius IV Metaxakis (1921-1923)
228. Gregorius VII (1923-1924)
229. Konstantin VI (1924-1925)
230. Basil III (1925-1929)
231. Fotius II (1929-1935)
232. Benjamin I (1936-1946)
233. Maximus V (1946-1948)
234. Atenagoras I (1948-1972)
235. Demetrius I (1972-1991)
236. Bartolomaios I (1991-)